# Nampo Jōmyō

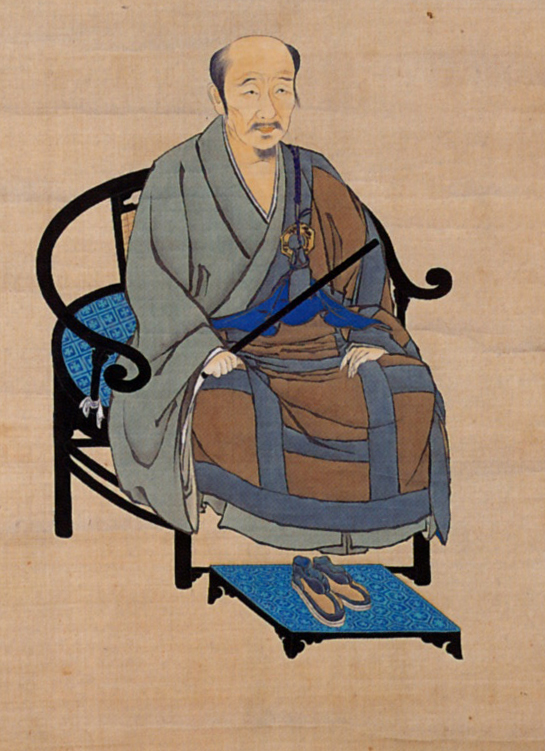
Nampo Jōmyō

Nampo Jōmyō (japanisch 南浦紹明, auch bekannt als Nampo Jōmin, Nampo Shōmyō oder Entsū Daiō Kokushi; geboren 1235 im Landkreis Abe der Provinz Suruga; gestorben 9. Februar 1309 in Kamakura) war ein japanischer Priester der Rinzai-Richtung des Buddhismus in der Kamakura-Zeit.

## Leben und Wirken
Nampo Jōmyō war ein Neffe von Enni Ben’en (1202–1285), posthum Seiichi Kokushi (聖一国師). Zuerst befasste er sich in Kamakura mit dem Priester Jōben (浄弁), aber dann studierte er im Tempel Kenchō-ji unter dem chinesischen Zen-Meister Lanxi Daolong (1213–1278). 1259 reiste er in das China der Song-Dynastie und praktizierte Zen-Meditation unter Xutang Zhiyu (虚堂 智愚; 1185–1269). Er kehrte 1267 nach Japan zurück. Als er China verließ, ist überliefert, dass Xutang Nampo das „Hita no Ki“ (日多の記) und das „Ichihofu“ (一帆風) mitgab, zu dem Xutang und 43 berühmte Mönche Gedichte beigetragen hatten.
Nach seiner Rückkehr zum Kenchō-ji in Kamakura wechselte Nampo 1271 zum Kōtoku-ji-Tempel (興徳寺) in Sawara (早良), Provinz Chikuzen und zog 1273 zum Tempel Sōfuku-ji (崇福寺) in Dazaifu (später nach Hakata verlegt). 1304 reiste er auf Wunsch des Kaisers im Ruhestand Go-Uda nach Kyōto. Er lebte in der Klause Tokōan (韜光庵) im Ort Yasui (安井) im Westen von Kyōto und schloss sich im folgenden Jahr dem Tempel Manju-ji (万寿寺) an.
Nampo versuchte, zwischen 1303 und 1306 einen Zen-Tempel zu gründen, scheiterte jedoch. Er wurde Abt des Kenchō-ji. Der vom Klosterkaiser Go-Uda verliehene Kokushi-Titel „Entsū Daiō Kokushi“ war der erste dieser Art in Japan. Er hinterließ das Buch „Goroku“ (語録) – etwa „Aufzeichnungen des Gesagten“.
Sein Nachfolger war Shûhō Myōchō (1283–1338), ebenfalls Daitō Kokushi. Kanzan Egen (関山 慧玄; 1277–1361), sein Enkel, bildete mit dem „Ōtōkan ichiryū no Zen“ (応燈関一流の禅), „Ōtōkammon ryū“ (応燈関門流) oder einfach „Ōō-Schule“ (大応派) usw. den Ursprung des heutigen Rinzai-Zen.